# 九龍巴士24X線
九龍巴士24X線是香港一條已停駛的九龍市區巴士路線。

## 歷史
- 1985年10月7日：投入服務，袛於早上及黃昏繁忙時間服務，不設小童半價。
- 1992年1月2日：改為啟業至尖沙咀東（循環線）。
- 1995年8月6日：改為全空調服務，並更改編號為224X及提升至每天全日服務，改以順時針方向繞經尖沙咀及佐敦。

## 行車資料

### 行車路線
啟業開途經：宏照道，宏光道，東九龍走廊，漆咸道北，加士居道，佐敦道，梳士巴利道，漆咸道南，暢運道，康莊道，漆咸道北，機場隧道（現稱啟德隧道），宏照道，宏光道